# Sequestro di persona
Sequestro di persona (Nederlands: Ontvoering) is een Italiaanse poliziotteschi film uit 1968, geregisseerd door Gianfranco Mingozzi. De hoofdrollen worden vertolkt door Franco Nero, Charlotte Rampling en Frank Wolff.

## Verhaal
Cristina Forti, een studente die op vakantie is op Sardinië, is getuige van de ontvoering van haar vriend Francesco en rent om de politie te waarschuwen. De onderzoeken blijken nergens toe te leiden en dus geeft Gavino Dorgali, de vriend van Francesco, zichzelf over aan de ontvoerders om hun leider te vinden.

## Rolverdeling
| Acteur             | Personage                          |
| ------------------ | ---------------------------------- |
| Franco Nero        | Gavino Dorgali                     |
| Charlotte Rampling | Cristina Forti                     |
| Frank Wolff        | Osilo                              |
| Ennio Balbo        | Marras, de vader van Francesco     |
| Steffen Zacharias  | Santo Dorgali, de vader van Gavino |
| Pierluigi Aprà     | Francesco Marras                   |
| Margherita Lozano  | de moeder van Francesco            |

## Prijzen en nominaties
| Jaar | Prijs                                                     | Categorie  | Genomineerde(n)     | Uitslag     |
| ---- | --------------------------------------------------------- | ---------- | ------------------- | ----------- |
| 1968 | Internationaal filmfestival van Karlsbad (Kristallen Bol) | Beste film | Gianfranco Mingozzi | Genomineerd |